# Gymnostachyum decurrens
Gymnostachyum decurrens là một loài thực vật có hoa trong họ Ô rô. Loài này được Stapf mô tả khoa học đầu tiên năm 1894.